# Bora Körk
Bora Körk (* 9. Juni 1980 in Izmir) ist ein türkischer Fußballtorhüter.

## Karriere

### Vereine
Bora Körk begann mit dem Vereinsfußball in der Jugend von Göztepe Izmir, hier erhielt er zur Saison 2003/04 einen Profivertrag und wurde zweiter Torwart des Profi-Teams. Während er in seiner ersten Saison nicht eingesetzt wurde, kam er in seiner zweiten Saison zu vier Ligaeinsätzen. Die nachfolgenden zwei Spielzeiten war er zum Teil Stammtorhüter.
Ab der Saison 2004/05 spielte er drei Spielzeiten lang bei Malatyaspor und wechselte zur Saison 2007/08 zum Zweitligisten Sakaryaspor.
Zur Spielzeit 2007/08 wechselte er zum Süper-Lig-Klub MKE Ankaragücü. Hier spielte er dreieinhalb Spielzeiten als Ersatztorwart und kam auf elf Ligaeinsätze. Zur Winterpause 2011/12 geriet sein Verein in eine finanzielle desaströse Lage und konnte über mehrere Monate die Spielergehälter nicht begleichen. Daraufhin klagten viele Spieler vor Gericht und wurden freigestellt. Unter den freigestellten Spielern war auch Bora Körk.
In der Winterpause wechselte Bora Körk dann zum Ligakonkurrenten Kardemir Karabükspor. Nach seinem Wechsel konnte er sich gegenüber dem Stammtorhüter Vjekoslav Tomić nicht durchsetzen und ersetzte diesen in sieben Begegnungen. In der nächsten Saison übernahm Körk phasenweise von Tomić das Tor und stand in diesem in insgesamt 15 Pflichtspielen. Nachdem im Sommer 2013 Karabükspor den niederländischen Torhüter Boy Waterman verpflichtet hatte, wurde dieser vom Cheftrainer Tolunay Kafkas als Stammtorhüter in allen 34 Ligaspielen eingesetzt. Körk wurde lediglich in den Pokalspielen eingesetzt. Im Sommer 2014 lief Körks Vertrag aus und wurde von Karabükspor nicht verlängert.
Im Sommer 2014 wechselte er zum Zweitligisten Şanlıurfaspor. Bereits nach einer Saison wechselte er wieder in die Süper Lig zum westtürkischen Vertreter Akhisar Belediyespor. Er war ein Bestandteil jener Mannschaft die mit den Gewinn des Türkischen Pokals der Saison 2017/18, des Türkischen Supercups 2018 und der Pokalfinalteilnahme 2018/19 die wichtigsten Erfolge der Vereinsgeschichte realisierte.

### Nationalmannschaft
2003 wurde Körk einmal in den Kader der zweiten Auswahl der türkischen Nationalmannschaft, der A2-Nationalmannschaft, und blieb bei dieser Nominierung ohne Einsatz.

## Erfolg
Mit Akhisarspor
- Türkischer Supercup-Sieger: 2018
- Türkischer Pokalsieger: 2017/18
- Türkischer Pokalfinalist: 2018/19